# Антанас Густайтіс
Антанас Густайтіс (лит. Antanas Gustaitis 1898 — 1841) — литовський авіаконструктор, інженер, бригадний генерал, командувач Литовської військової авіації з 1935 року до її ліквідації в 1940 році, військовий льотчик, учасник бойових дій.

## Біографія

### Ранні роки
Народився 26 березня 1898 року в родині заможних селян в селі Обяліне Маріямпольського повіту Сувальської губернії.
Вчився в початковій школі в Маріямполі. Одним з найулюбленіших предметів у нього була математика .
Закінчивши початкову школу Антанас, успішно склавши вступні іспити, вступив до Маріямпольської чоловічої гімназії.
У 1914 році з початком Першої світової війни, жителям прифронтової смуги було наказано залишити своє господарство і відступити на 16 км від лінії фронту. У 1915 році, з початком німецького наступу на Східному фронті, почалася евакуація Росії промислових підприємств і державних установ, а згодом і навчальних закладів. Маріямпольська гімназія спочатку евакуйована у Вільну, згодом в Ярославль. 28 травня 1916 року в Ярославлі Антанас Густайтіс закінчує гімназію із середнім балом 4,76 по п'ятибальній системі.
У вересні 1916 року Густайтіс вступив в Інститут інженерів шляхів сполучення імператора Олександра I у Санкт-Петербурзі. Після закінчення першого курсу, в 1917 році в Росії була оголошена мобілізація студентів 1898 року народження в Російську армію . Зрозумівши, що може бути відправлений на фронт Густайтіс подав заяву на прийом в одеське Сергіївське артилерійське училище, а пізніше і в петроградське Костянтинівське артилерійське училище. Після жовтневого перевороту 1917 року він повернувся в Литву.

### Військова кар'єра
16 лютого 1918 року Литва проголосила свою незалежність. 15 березня 1919 року Антанас Густайтіс записався добровольцем у Військо Литовське, виявив бажання стати військовим льотчиком і направлений в новостворене Військове авіаційне училище в Каунасі. 16 грудня 1919 року він закінчив училище з першим випуском з 34 льотчиків, з присвоєнням військового звання лейтенанта інженерії. 18 січня 1920 року призначений помічником командира навчального взводу, а 16 квітня того ж року приступив до навчальних польотів у складі 1-ї повітряної ескадрильї ВПС Литви. .
У 1918-1920 роках Литва воювала на трьох фронтах. Її противниками були Радянська Росія, яка хотіла насильно встановити в Литві радянську владу, Польська Республіка, яка прагнула до відновлення держави «від моря до моря», невід'ємною частиною якого повинна була бути і Литва, і Російська Західна добровольча армія генерала П. Бермондт-Авалова, який мав намір встановити власну владу в Прибалтиці. З 18 липня по 21 листопада 1920 року курсант-льотчик Антанас Густайтіс брав участь в бойових діях на польському фронті, робить бойові вильоти, проводячи повітряну розвідку і бомбардування позицій супротивника.
1 березня 1921 року Антанас Густайтіс спрямований у 2-у повітряну ескадрилью на посаду військового льотчика. 30 березня 1923 року йому присвоюється військове звання старшого лейтенанта .
22 вересня 1925 року почав навчатися у Вищій школі аеронавтики і механічних конструкцій У франції. 16 лютого 1926 року отримує військове звання капітана , 31 серпня 1926 року призначається помічником начальника Литовської військової авіації з технічних питань, з 10 жовтня 1928 року  - начальник штабу військової авіації. 23 листопада 1928 отримав звання майора. 11 квітня 1929 року призначений начальником парку військової авіації. 23 листопада 1930 року отримав звання підполковника. 13 жовтня 1932 року призначається начальником технічного відділу військової авіації, а 9 травня 1934 року  - виконуючим обов'язки начальника військової авіації Литви  .
23 листопада 1934 року підвищений до звання полковника, а 14 лютого 1935 року призначається начальником Литовської військової авіації. На цій посаді він перебував до ліквідації Війська литовського.
23 листопада 1937 року Антанас Густайтіс отримує військове звання бригадного генерала.
10 жовтня 1939 року був підписаний «Договір про передачу Литовській республіці міста Вільно і Віленської області і про взаємодопомогу між Радянським Союзом і Литвою» терміном на 15 років, який передбачав введення в Литву 20-тисячного контингенту радянських військ, а 14 червня 1940 року радянський уряд пред'явив Литві ультиматум, вимагаючи привести до влади в Литві дружній до СРСР уряд, і допустити на територію Литви додатковий контингент радянських військ. Ультиматум був прийнятий. Новий прорадянський маріонетковий уряд призначив позачергові парламентські вибори, на яких перемогу здобув «Союз трудового народу», що проголосив Литву Радянською Соціалістичною Республікою, і вже 3 серпня 1940 року Литва була анексована СРСР. Литовські збройні сили і воєнізовані організації ліквідовувалися.
27 серпня 1940 року Антанас Густайтіс призначений головою комісії з ліквідації Литовської військової авіації, а 31 грудня 1940 року, після підписання акта ліквідаційної комісії, звільнений зі збройних сил. Деякий час викладав в каунаському Університеті Вітаутаса Великого на посаді доцента .

### Авіаконструктор
З 1925 року починається кар'єра Густайтіса як авіаконструктора . Любительська спроба сконструювати літальний апарат увінчується успіхом. 14 липня 1925 року з Каунаського аеродрому він піднімає свій літак в повітря, а пізніше здійснює на ньому політ в рідне село, провідати батьків, і приземляється на лузі біля рідної домівки. Літак виявився надійним і пізніше був придбаний управлінням ВПС Литви для потреб литовської військової авіації, де використовувався як навчальний до 1930 року, а в 1935 році переданий Військовому музею Литви, де зберігається досі.
10 листопада 1927 року піднімає в повітря другий літак своєї конструкції — ANBO-II. Спроектований як навчальний, цей літак був економічнішим німецьких літаків часів Першої світової війни, які використовувалися в той час у ВПС Литви, і, хоча і мав менш потужний двигун, але перевершував їх в швидкості і маневреності. Літак використовувався у військовій авіації до 1931 року, після чого був реконструйований і переданий аероклубу. 26 серпня 1934 року, здійснюючи акробатичний політ, літак розбився, пілот загинув.
23 липня 1928 року завершує навчання у Франції і стає дипломованим інженером авіації і механічних конструкцій.

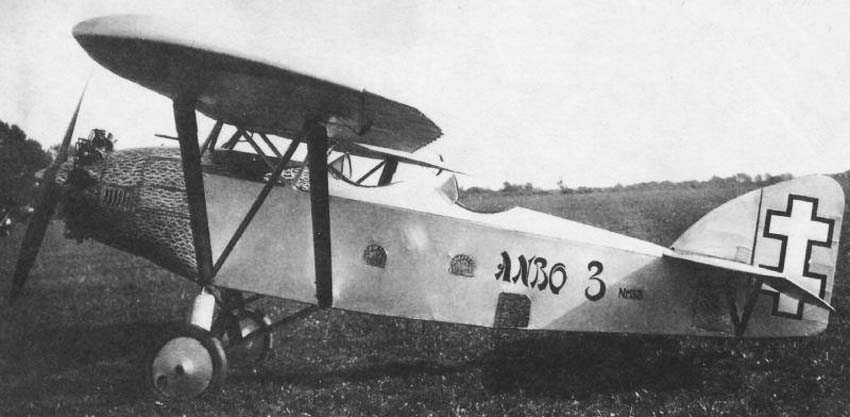
ANBO-III

У серпні 1929 року свій перший політ здійснює його новий літак ANBO-III, який став першим литовським серійним літаком. Крім прототипу, в Майстернях військової авіації у 1930-1931 роках побудовані дві серії по 4 літаки.
У 1931 році Густайтіс починає працювати над повноцінним військовим літаком для ВПС Литви, концепцію якого він обдумав ще навчаючись в Парижі . 14 липня 1932 року перший прототип ближнього розвідника і легкого бомбардувальника ANBO-IV був успішно випробуваний. Літак був двомісним, мав 2 курсових і 2 турельних кулемета і міг брати до 144 кг бомб на зовнішній підвісці. З червня по липень 1934 року ланка з трьох літаків ANBO-IV здійснила 9000-кілометровий переліт навколо Європи, відвідавши 12 держав. Літаки цього типу використовувалися в ВПС Литви до 1940 року .
Також в 1931 році, 19 травня Густайтіс випробував прототип нового навчального літака ANBO-V. Літак був запущений в серію і, крім прототипу, були побудовані ще 4 літаки.

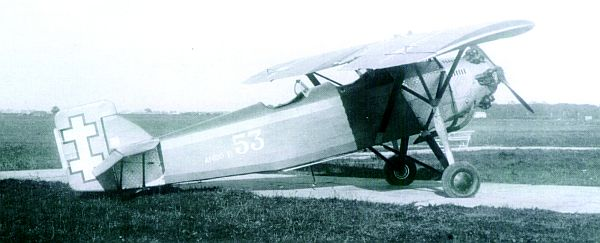
ANBO-VI

У 1933 році був створений ANBO-VI, який здійснив перший політ 6 липня 1933 року. Літак призначався для навчання льотчиків, а також використовувався як зв'язковий літак і для буксирування повітряних мішеней. У Майстернях військової авіації побудовано 4 літаки цього типу.
У 1933 році на прохання литовського аероклубу був спроектований двомісний спортивний літак ANBO-VII, однак проект так і не був закінчений. Це єдиний незавершений проект Антанаса Густайтіса.
У 1936 році на літак ANBO-IV № 70 був встановлений більш потужний двигун і трилопатевими пропелер конструкції Густайтіса, вдосконалена конструкція. Цей літак став першим прототипом нового літака, запущеного в серію як ANBO-41. У 1937 році побудована перша серія з 9 літаків. У 1939 році — друга серія з 10. ANBO-41 став основним розвідувальним літаком ВПС Литви, а після окупації також використовувався ВВС СРСР і ВПС Німеччини, в яких на них літали латиські добровольці.

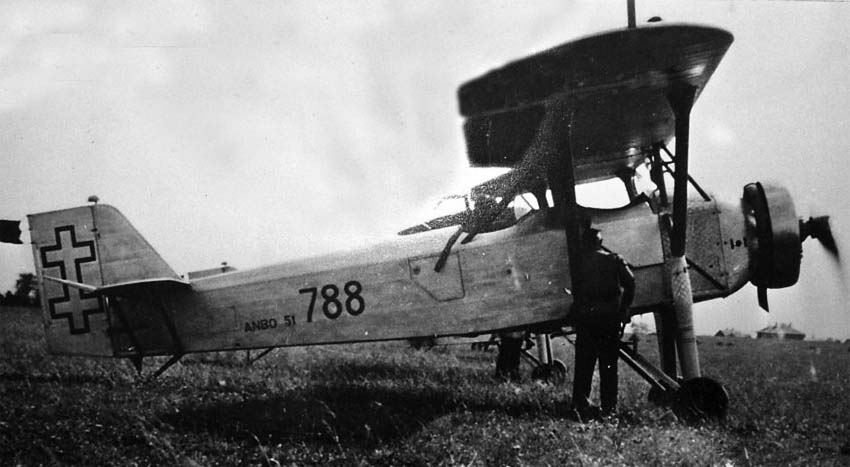
ANBO-51

Подальшим розвитком ANBO-V був літак ANBO-51. 11 серпня 1936 року випробувано перший прототип,.Загалом побудовано 10 літаків. Як і ANBO-V літак ANBO-51 використовувався у ВПС Литви як навчальний.
Останнім, але не реалізованим проектом, був одномоторний двомісний легкий бомбардувальник ANBO-VIII. 5 вересня 1939 року прототип нового легкого бомбардувальника, пілотований самим Густайтісом, здійснив свій перший політ.. ANBO-VIII планувалося будувати безпрецедентною для Литви серією в 60 літаків, проте почалася Друга світова війна, порушила поставки авіаційних двигунів і інших матеріалів, а радянська окупація 1940 року поклала кінець і Литовській військовій авіації .
Станом на 1 січня 1940 року літаки конструкції Густайтіса становили приблизно половину всього авіапарку ВПС Литви .

### Арешт і страта
На початку 1941 року Антанас Густайтіс оформляє документи для виїзду своєї сім'ї в Німеччину, а потім планує виїхати і сам. 6 березня 1941 року намагався перейти радянсько-німецький кордон, проте був затриманий після декількох попереджувальних пострілів. Згідно з текстом постанови на арешт, під час обшуку у Густайтіса були виявлені матеріали про чисельність і дислокацію літаків ВПС РККА. 7 травня 1941 року наказом народного комісара державної безпеки В. Меркулова спеціальним конвоєм відправлений у Москву, утримувався на Луб'янці. 7 липня 1941 року засуджений до смертної кари. 16 жовтня 1941 року розстріляний в Бутирській в'язниці.

## Літаки конструкції Густайтіса
| Назва     | Призначення                                      | Конструкція | Перший політ | Кількість | Статус                 |
| --------- | ------------------------------------------------ | ----------- | ------------ | --------- | ---------------------- |
| ANBO-I    | навчальний                                       | моноплан    | 1925         | 1         | прийнятий на озброєння |
| ANBO-II   | навчальний                                       | моноплан    | 1927         | 1         | прийнятий на озброєння |
| ANBO-III  | навчальний розвідувальний буксирувальник мішеней | моноплан    | 1929         | 9         | прийнятий на озброєння |
| ANBO-IV   | розвідувальний легкий бомбардирувальник          | моноплан    | 1932         | 14        | прийнятий на озброєння |
| ANBO-V    | навчальний                                       | моноплан    | 1931         | 5         | прийнятий на озброєння |
| ANBO-VI   | навчальний зв'язковий буксирувальник мішеней     | моноплан    | 1933         | 4         | прийнятий на озброєння |
| ANBO-VII  | спортивний                                       | —           | не літав     | —         | проект                 |
| ANBO-VIII | легкий бомбардирувальник штурмовик               | моноплан    | 1939         | 1         | прототип               |
| ANBO-41   | розвідувальний                                   | моноплан    | 1937         | 19        | прийнятий на озброєння |
| ANBO-51   | навчальний                                       | моноплан    | 1936         | 10        | прийнятий на озброєння |

## Нагороди
- Орден Хреста Погоні III-го ступеня (1927)[4]
- Орден Вітовта Великого III-го ступеня (1939)
- Орден Вітовта Великого IV-го ступеня (1930)
- Орден Великого князя Литовського Гедиміна III-го ступеня (1934)
- Медаль Незалежності Литви (1928)
- Почесний знак «Сталеві крила» (1932), Міністерство охорони краю Литви
- Зірка Стрільців (1939), Союз стрільців Литви
- Орден Свастики (1935), Союз скаутів Литви
- Орден Білого лева IV-го ступеня, з мечами (1935)
- Почесний знак військового льотчика-пілота (1927), Міністерство оборони Чехословаччини
- Почесний знак військового льотчика (1933), Міністерство оборони Естонії,
- Орден Італійської корони III-го ступеня (1934)
- Орден Італійської корони IV-го ступеня (1930)
- Орден Трьох зірок II-го ступеня (1938)
- Медаль 10-ти річчя війни за незалежність Латвії (1929)
- Хрест Заслуг айзсаргів (1939), айзсарги Латвії,
- Почесний знак авіаціонного полку (1933), Міністерство оборони Латвії,
- Орден Почесного легіону IV-го ступеня (1935)
- Спеціальний знак військового льотчика (1934), Міністерство оборони франції,
- Орден Вази III-го ступеня (1935)